# Brian Knobbs
Brian Yandrisovitz (6 de mayo de 1964), más conocido como Brian Knobbs, es un luchador profesional estadounidense, y la mitad del equipo The Nasty Boys, junto con Jerry Sags.

## Vida personal
La esposa de Knobbs es la hermana de Greg "The Hammer" Valentine. La pareja no tiene hijos. Él es un amigo cercano de Hulk Hogan y ha aparecido en varios episodios de Hogan Knows Best y Brooke Knows Best, así como un entrenador en la pantalla de Wrestling Hulk Hogan Celebrity Championship y Hulk Wrestling Hogan Micro Campeonato.
Durante la temporada de béisbol 2009, Knobbs a cabo un "Pit Stop" en Raymond, los Tampa Bay Rays mascota. Desde entonces, Knobbs no ha sido la bienvenida de vuelta al Tropicana Field.

## Carrera
Knobbs nació y creció en Allentown, Pensilvania y comenzó su carrera en la Asociación Americana de Lucha Libre como el enmascarado terrorista en 1985. En 1986, se formó un equipo llamado The Nasty Boys con Jerry caídas de tensión y luchó en el territorio de Tennessee hasta que se mudaron a la Florida Championship Wrestling, donde ganó cinco títulos Tag Team entre 1988 y 1990.
En 1990, fueron a la Alianza Nacional de Lucha Libre (NWA) 's Jim Crockett Promotions, que había sido comprado por Ted Turner y pasaría a llamarse la World Championship Wrestling (WCW) antes de que salieran unos meses más tarde. Se peleó con Rick y Scott Steiner en el Campeonato de la WCW United Team Estados etiqueta, pero no pudo derrotarlos. Más tarde ese año, fueron a la World Wrestling Federation (WWF), donde fueron gestionados por Jimmy Hart y ganó el World Tag Team Titles de la Fundación Hart antes de un feudo con y perder a los guerreros de camino. Se convirtió en la cara el otoño de 1992 un feudo con Money Inc. de Hart sobre el título por equipos, pero fueron incapaces de recuperar el oro.
Salieron de la WWF para la WCW en 1993 y se colocó rápidamente con el administrador de Missy Hyatt, que los llevó al Campeonato de la WCW World Tag Team. Después de que ella los dejó, que fue un feudo con Harlem Heat, The Blue Bloods, y el equipo de Dick Slater y Buck Bunkhouse. Ganaron el título por equipos por segunda vez después, en 1993, pero fueron derrotados por Cactus Jack y Kevin Sullivan del año siguiente. En mayo de 1995, derrotaron a Harlem Heat para su etiqueta del título tercero y último WCW en Slamboree, pero perdió el cinturón de vuelta a Harlem Heat en Bash at the Beach.
En 1996, fueron engañados por nWo en el pensamiento de que iban a convertirse en miembros, pero fueron atacados tan pronto como recibieron sus camisetas. Caídas había sido herido previamente en un tiroteo altercado con Scott Hall y tuvo que retirarse debido a esta lesión. El 14 de mayo de 2011, los Nasty Boys regresaron al Centro Cívico de Brantford Brawl CWI en el II Bush.

Knobbs en el Tour Hulkamania.

Después del retiro de caídas de tensión, Knobbs se convirtió en un luchador de sencillos y entró en la división de la WCW hardcore. Él tuvo un feudo con Norman Smiley y derrotó a Bam Bam Bigelow en SuperBrawl en el 2000. Además, ganó el Campeonato Hardcore de la WCW en tres ocasiones. Perdió el cinturón de forma simultánea a los tres miembros de la banda de mozo de cuadra Tres conde, por lo que la única co-titulares de ese cinturón, pero lo recuperó de ellos más tarde. Finlay fue un tiempo a su director como "Soldados Hardcore" con su compañero "El Perro". También fue brevemente en Jimmy Hart La primera familia.
Knobbs ha vuelto desde entonces a la lucha libre, incluyendo la lucha libre en el New Alhambra Arena (antes de la ECW Arena) de Pro Wrestling Unplugged el 16 de junio de 2007. El 20 de noviembre de 2007, Knobbs y caídas de tensión reformado como The Nasty Boys en la marca SmackDown! grabaciones de Tampa, Florida, para luchar su primer partido de la WWE en el año. Según los informes, el partido fue desastroso y el equipo fueron acusados de poco profesional trabajando duro con sus opositores, Dave Taylor y Drew McIntyre. El 4 de enero de 2010, The Nasty Boys hicieron su aparición en el programa televisivo de la Total Nonstop Action Wrestling, Impact!, empezando un feudo con Team 3D. En el 21 de enero la edición de Impact! los Nasty Boys compitió en su primer partido de la TNA, derrotando al equipo de Eric Young y Kevin Nash. En Contra Viento y Marea The Nasty Boys derrotó a Team 3D en una pelea por equipos, cuando Jimmy Hart hizo su retorno a la empresa e interferido en el partido en nombre de "The Nasty Boys". El 25 de febrero la edición de Impact! Team 3D derrotaron a los Nasty Boys en un partido de cuadros, cuando Jesse Neal intervino en nombre del Equipo de 3D. The Nasty Boys y Hart continuó su feudo con Team 3D al derrotar a ellos y el Hermano Runt regreso, un reemplazo de Jesse Neal, quien la Nastys atacaron antes del partido, en un partido de equipo de seis hombres etiqueta. Después del encuentro Neal atacó el Nastys y ayudó a Team 3D poner caídas de tensión a través de una mesa. El 29 de marzo de 2010, la noticia de que los Nasty Boys habían sido liberados por la TNA tras un incidente en una función de la TNA con los ejecutivos de Spike presente.

## Campeonatos y logros
- Continental Wrestling Association
  - AWA Southern Tag Team Championship (2 veces) – con Jerry Sags

- NWA Florida
  - FCW Tag Team Championship (5 veces) – con Jerry Sags

- World Championship Wrestling
  - WCW Hardcore Championship (3 times)
  - WCW World Tag Team Championship (3 veces) – con Jerry Sags

- World Wrestling Federation
  - WWF Tag Team Championship (1vez) – con Jerry Sags[3]

- X Wrestling Federation
  - XWF World Tag Team Championship (1 vez) – con Jerry Sags[13]

- Otros Títulos
  - NAWA Tag Team Championship (1 vez) – con Jerry Sags
  - PWF Tag Team Championship (1 vez) – con Jerry Sags
  - SAPC Tag Team Championship (1 vez) – con Jerry Sags
  - YPW Heavyweight Championship (1 vez)

- Pro Wrestling Illustrated
  - Equipo del año (1994) con Jerry Sags (The Nasty Boys)[14]
  - Ubicado en el puesto # 409 de los "PWI 500" en 2003.[15]
  - Ubicado en el puesto # 53 de los 100 tag teams de "PWI Years" con Jerry Sags en 2003.[16]